# SVV Damme

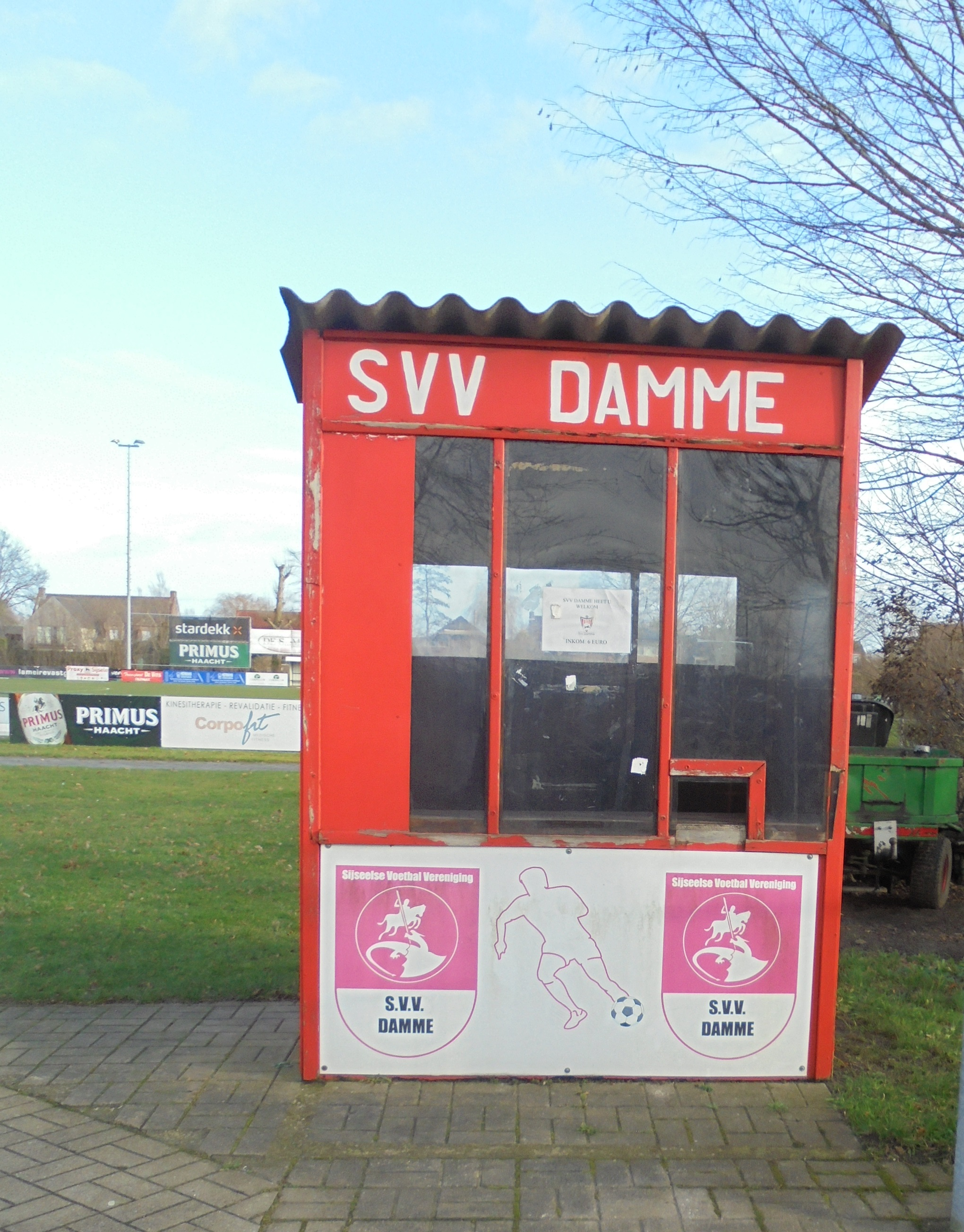
Betaalloket

SVV Damme was een Belgische voetbalclub uit Damme. De club was aangesloten bij de KBVB met stamnummer 8143 en had rood en wit als kleuren. De club speelde haar thuiswedstrijden in deelgemeente Sijsele.

## Geschiedenis
De club sloot zich halverwege de jaren 70 aan bij de Belgische Voetbalbond als VV Verbroedering Sijsele. Sijsele ging er in de West-Vlaamse provinciale reeksen spelen.
Op het eind van de 20ste eeuw speelde Sijsele op het allerlaagste niveau, in Vierde Provinciale. De club had het zelfs daar moeilijk en eindigde er verscheidene jaren op rij allerlaatste. In het begin van de 21ste eeuw werden de resultaten wat beter en na enkele jaren slaagde VVV Sijsele er in te promoveren naar Derde Provinciale.
De club kende nu sportief een betere periode en in 2009 werd Sijsele kampioen in Derde Provinciale en promoveerde zo naar Tweede Provinciale. Men wilde een uitstraling naar heel de gemeente geven en de club werd omgedoopt tot Sijseelse Voetbalvereniging Damme (SVV Damme). Ook in Tweede Provinciale kende men succes. SVV Damme werd tweede in zijn reeks, mocht naar de eindronde en won daar de finale van KSC Oostrozebeke. De club stoot zo verder door naar Eerste Provinciale, het hoogste provinciale niveau.
SVV Damme kon zich handhaven in Eerste Provinciale. Eind juni 2011 maakte de Belgische Voetbalbond echter plots bekend dat het SVV Damme onherroepelijk zou schrappen, wegens een openstaande schuld van 830 euro. De club was echter schuldenvrij en vocht deze beslissing aan. Wegens de fout van de KBVB werd schrapping uiteindelijk opgeheven en kon het nieuw seizoen SVV Damme van start gaan in Eerste Provinciale.
In 2015 haalde Damme een plaats in de provinciale eindronde, die men wist te winnen na zeges tegen KSC Wielsbeke en vice-kampioen KVC Wingene. Damme mocht naar de interprovinciale eindronde, waar het won van FC Tilleur, maar daarna met 2-1 verloor van RC Charleroi-Couillet-Fleurus. In een herkansingswedstrijd won men na strafschoppen van vierdeklasser US Solrézienne.
Na een seizoen in bevordering degradeerde SVV Damme opnieuw naar de hoogste regionen van het provinciaal voetbal. Na een clubrecord van 14 gelijke spelen in een seizoen degradeerde SVV Damme in het seizoen 17/18 naar tweede provinciale. Trainer Frank Bruyneel werd opzij geschoven en de toenmalige assistent-trainer Steve Despodt nam over.
In tweede provinciale liep het beter voor SVV Damme en konden ze zich kwalificeren voor de eindronde. In die eindronde werd in de eerste ronde gewonnen van KSV Diksmuide, 2-1 overwinning thuis, 1-1 gelijkspel uit. In de finale van de eindronde verloor Damme van Excelsior Zedelgem en miste het de promotie naar eerste provinciale. Door de fusie van SK Lierse met Oosterzonen kwam er echter een plaats vrij in provinciale, die plaats werd ingenomen door SVV Damme waardoor het nu opnieuw in 1ste provinciale speelt.
In 2020 fuseerde de club met KFC Moerkerke tot KFC Damme.

## Resultaten
| Seizoen | Klasse | Klasse | Klasse | Klasse | Klasse | Klasse | Klasse | Klasse | Klasse | Reeks                                                    | Punten                                                   | Opmerkingen                                              |
| | I      | I      | II     | III    | IV     | P.I    | P.II   | P.III  | P.IV   |                                                          |                                                          |                                                          |
| --- | ------ | ------ | ------ | ------ | ------ | ------ | ------ | ------ | ------ | -------------------------------------------------------- | -------------------------------------------------------- | -------------------------------------------------------- |
| Als VV Verbroedering Sijsele                                                                                  |        |        |        |        |        |        |        |        |        |                                                          |                                                          |                                                          |
| 2005/06 |        |        |        |        |        |        |        |        | 2      | Vierde prov. W-Vl B                                      | 54                                                       |                                                          |
| 2006/07 |        |        |        |        |        |        |        | 7      |        | Derde prov. W-Vl B                                       | 43                                                       |                                                          |
| 2007/08 |        |        |        |        |        |        |        | 6      |        | Derde prov. W-Vl B                                       | 46                                                       |                                                          |
| 2008/09 |        |        |        |        |        |        |        | 1      |        | Derde prov. W-Vl B                                       | 72                                                       |                                                          |
| Als SVV Damme                                                                                                 |        |        |        |        |        |        |        |        |        |                                                          |                                                          |                                                          |
| 2009/10 |        |        |        |        |        |        | 2      |        |        | Tweede prov. W-Vl A                                      | 58                                                       |                                                          |
| 2010/11 |        |        |        |        |        | 13     |        |        |        | Eerste prov. W-Vl                                        | 32                                                       |                                                          |
| 2011/12 |        |        |        |        |        | 11     |        |        |        | Eerste prov. W-Vl                                        | 40                                                       |                                                          |
| 2012/13 |        |        |        |        |        | 6      |        |        |        | Eerste prov. W-Vl                                        | 49                                                       |                                                          |
| 2013/14 |        |        |        |        |        | 9      |        |        |        | Eerste prov. W-Vl                                        | 32                                                       |                                                          |
| 2014/15 |        |        |        |        |        | 5      |        |        |        | Eerste prov. W-Vl                                        | 52                                                       |                                                          |
| 2015/16 |        |        |        |        | 14     |        |        |        |        | Vierde klasse A                                          | 21                                                       |                                                          |
| | 1A     | 1B     | 1Am    | 2Am    | 3Am    | P.I    | P.II   | P.III  | P.IV   | Vanaf 2016-17 zijn er 3 nationale en 2 regionale niveaus | Vanaf 2016-17 zijn er 3 nationale en 2 regionale niveaus | Vanaf 2016-17 zijn er 3 nationale en 2 regionale niveaus |
| 2016/17 |        |        |        |        |        | 15     |        |        |        | Eerste prov. W-Vl                                        | 25                                                       |                                                          |
| 2017/18 |        |        |        |        |        |        | 3      |        |        | Tweede prov. W-Vl A                                      | 56                                                       |                                                          |
| 2018/19 |        |        |        |        |        | 14     |        |        |        | Eerste prov. W-Vl                                        | 24                                                       |                                                          |
| 2019/20 |        |        |        |        |        |        | 12     |        |        | Tweede prov. W-Vl A                                      | 24                                                       |                                                          |
| In 2020 gefuseerd met KFC Moerkerke en verdergegaan onder het stamnummer van Moerkeke onder de naam KFC Damme |        |        |        |        |        |        |        |        |        |                                                          |                                                          |                                                          |

## Bekende (ex-)spelers
- Olivier De Cock
- Bram Vandenbussche